# Гонела (Асти)
Гонела је насеље у Италији у округу Асти, региону Пијемонт.
Према процени из 2011. у насељу је живело 281 становника. Насеље се налази на надморској висини од 236 м.